# In Live Concert at the Royal Albert Hall
In Live Concert at the Royal Albert Hall is een live muziekalbum van de Zweedse band Opeth. Het is het derde live-album. Het album is opgenomen op 5 april 2010 in de Royal Albert Hall in de Britse hoofdstad Londen.

## Composities

### Dvd-versie
Observation One
1. "The Leper Affinity"
2. "Bleak"
3. "Harvest"
4. "The Drapery Falls"
5. "Dirge for November"
6. "The Funeral Portrait"
7. "Patterns in the Ivy"
8. "Blackwater Park"

- Dit is het album Blackwater Park integraal gespeeld.

Observation Two
1. "Forest of October" (Orchid)
2. "Advent" (Morningrise)
3. "April Ethereal" (My Arms, Your Hearse)
4. "The Moor" (Still Life)
5. "Wreath" (Deliverance)
6. "Hope Leaves" (Damnation)
7. "Harlequin Forest" (Ghost Reveries)
8. "The Lotus Eater" (Watershed)

- Van elk album behalve Blackwater Park één nummer.

### Cd-versie
Disc 1
1. "The Leper Affinity" − 10:07
2. "Bleak" − 8:53
3. "Harvest" − 6:10
4. "The Drapery Falls" − 10:07
5. "Dirge for November" − 8:28
6. "The Funeral Portrait" − 8:21
7. "Patterns in the Ivy" − 2:24
8. "Blackwater Park" − 12:32

Disc 2
1. "Forest of October" − 17:12
2. "Advent" − 16:10
3. "April Ethereal" − 10:22
4. "The Moor" − 12:12

Disc 3
1. "Wreath" − 12:24
2. "Hope Leaves" − 6:48
3. "Harlequin Forest" − 13:11
4. "The Lotus Eater" − 11:09

## Bezetting
- Mikael Åkerfeldt – zang, gitaar
- Fredrik Åkesson – gitaar, achtergrondzang
- Martin Mendez – basgitaar
- Per Wiberg – toetsen, achtergrondzang
- Martin Axenrot – slagwerk